# Século XIX a.C.
Século XX a.C. - Século XIX a.C. - Século XVIII a.C.
Inicia no primeiro dia do ano de 1900 a.C. e termina no último dia do ano de 1801 a.C.

## Eventos

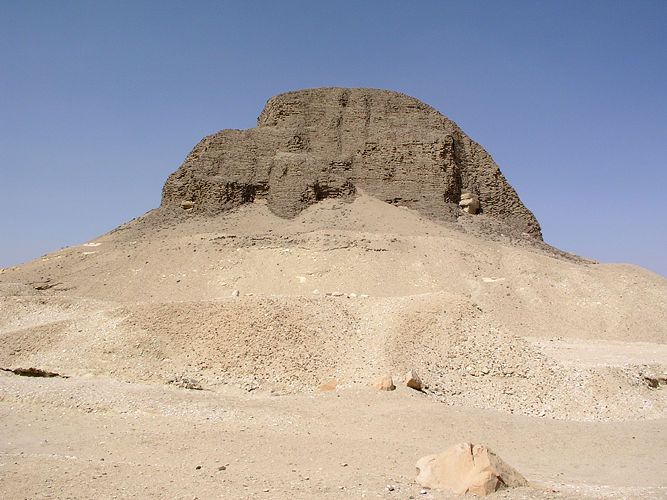
Pirâmide de Sesóstris II em El-Laum. Ele foi um faraó da XII dinastia

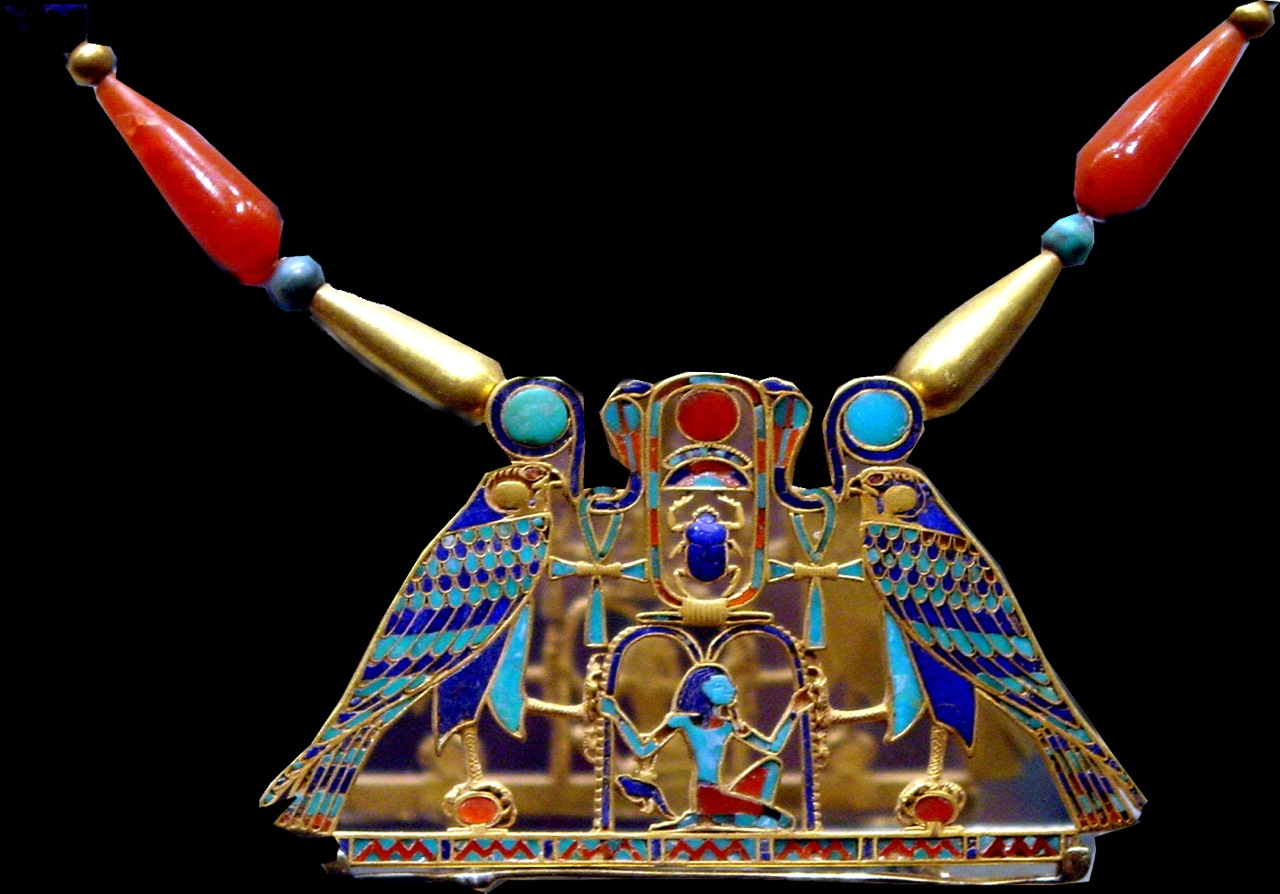
Peitoral de Sesóstris II (tumba da princesa Sithathoriunet)

- cerca de 1900 a.C.: Os pré-olmecas, na atual Chiapas, México; preparavam bebidas com cacau.[1]
- Império Hitita em Hatusa, Anatólia.
- 1900 a.C.: Invasões dos micênicos na Grécia.
- cerca de 1900 a.C.: Período protopalaciano da Civilização Minoica em Creta.
- cerca de 1900 a.C.: Fim da última dinastia sumeriana.
- cerca de 1900 a.C.: Última fase da cultura de Harapa no vale do rio Indo.
- cerca de 1900 a.C.: Porto de Lotal é abandonado.
- cerca de 1897 a.C.: Sesóstris II (XII dinastia egípcia) começa a governar. Ele constrói Kahun próximo ao complexo de pirâmides de el-Laum.
- cerca de 1895-1878 a.C.: Feito o "Peitoral de Sesóstris II", da tumba de sua filha Sithathoryunet de el-Laum. XII dinastia egípcia. Está agora no Museu Metropolitano de Arte, Nova Iorque.
- cerca de 1880 a.C.: Faraó Sesóstris II começa a reger (outra data é 1897 a.C.).
- 1878 a.C.: Sesóstris II morre.
- cerca 1878 a.C.: Sesóstris III (XII dinastia egípcia) começa a reger.
- cerca 1874 a.C.: Faraó Sesóstris II morre (outra data seria 1878 a.C.).
- cerca 1874 a.C.: Faraó Sesóstris III começa a reger (outra data seria 1878 a.C.).
- cerca 1860 a.C.: Sesóstris III lidera quatro campanhas punitivas contra os núbios.
- cerca 1855 a.C.: Faraó Sesóstris III morre (outra data seria 1839 a.C.).
- cerca 1839 a.C.: Sesóstris III morre.
- cerca 1836-1818 a.C.: Cabeça de Sesóstris III foi feita. Está agora no Museu de Arte Nelson-Atkins, Kansas City, Missuri.